# Arijaramn
Arijaramn (staroperz. Ariyaramna; „onaj koji je donio mir u Iran“, grč. Ἀριαράμνης, perz. ایرارمنه) bio je kralj Parsumaša (Farsa; „Perzije“), odnosno jedne od tadašnje dvije perzijske kraljevine (druga je bila Anšan) koje su prethodile stvaranju Ahemenidskog Perzijskog Carstva.

## Obitelj
Prema Darijevim Behistunskim natpisima, Arijaramn je bio brat Kira I., odnosno sin Teispa od Anšana. Pripadao je ahemenidskoj dinastiji i bio je prvi perzijski kralj koji je paralelno uz Kira I. vladao drugim perzijskim kraljevstvom. Arijaramnovo kraljevstvo Parsumaš i Kirov Anšan nakon dvije generacije vladara ujedinili su se pod Kirom Velikim (unukom Kira I.). Arijaramn je imao sina Arsama koji ga je kasnije naslijedio na tronu Parsumaša, no njegov sin Histasp nije postao kraljem jer su se dva Parsumaš i Anšan ujedinili pod Kirom Velikim, no Histaspov sin Darije Veliki kasnije je postao kraljem ujedinjenog Ahemenidskog Carstva.

## Povijesni izvori
Početkom 20. stoljeća u iranskom gradu Hamadanu (pokraj drevne Ekbatane) pronađene su dvije zlatne pločice na staroperzijskom koje spominju Arijaramna i njegovog sina Arsama, no pouzdanost tih povijesnih zapisa je upitna jer nisu pronađeni pod kontroliranim arheološkim istraživanjima. Drugi povijesni izvor su Behistunski natpisi Darija Velikog koji spominje kako mu je prethodilo osam ahemenidskih kraljeva, što uključuje i Arijaramna.

## Poveznice
- Ahemenidsko Perzijsko Carstvo
- Ahemenidska dinastija
- Teisp od Anšana
- Kir I.

| Prethodnik:                                   | Kralj Perzije (cca 640. - cca 575. pr. Kr.) | Nasljednik:                     |
| Teisp od Anšana (cca 675. - cca 640. pr. Kr.) | Kralj Perzije (cca 640. - cca 575. pr. Kr.) | Arsam (cca 575. - 559. pr. Kr.) |

## Vanjske poveznice
- D. Akbarzadeh, A. Yahyanezhad: „Behistunski natpisi“ (staroperzijski tekstovi); Khaneye-Farhikhtagan-e Honarhaye Sonati, 2006., perzijski jezik
- Ronald Grubb Kent: „Staroperzijski jezik: gramatika, pravopis, rječnik“
- Arijaramn (Ariamnes), Livius.org  Arhivirana inačica izvorne stranice od 17. veljače 2011. (Wayback Machine)
- A. Sh. Shahbazi: „Ariyaramna“ (enciklopedija Iranica)